# Roman Mityukov
Roman Mityukov (Ginebra, 30 de julio de 2000) es un militar y deportista suizo que compite en natación.
Participó en dos Juegos Olímpicos de Verano, obteniendo una medalla de bronce en París 2024, en la prueba de 200 m espalda, y el sexto lugar en Tokio 2020, en la prueba de 4 × 200 m libre.
Ganó dos medallas en el Campeonato Mundial de Natación, en los años 2023 y 2024, y dos medallas en el Campeonato Europeo de Natación, en los años 2021 y 2024.
Fue el abanderado de Suiza en la ceremonia de clausura de los Juegos Olímpicos de París 2024 junto con la triatleta Julie Derron.

## Palmarés internacional
| Juegos Olímpicos   | Juegos Olímpicos   | Juegos Olímpicos  | Juegos Olímpicos |
| Año                | Lugar              | Medalla           | Prueba           |
| ------------------ | ------------------ | ----------------- | ---------------- |
| 2024               | París (Francia)    | Medalla de bronce | 200 m espalda    |
| Campeonato Mundial |                    |                   |                  |
| Año                | Lugar              | Medalla           | Prueba           |
| 2023               | Fukuoka (Japón)    | Medalla de bronce | 200 m espalda    |
| 2024               | Doha (Catar)       | Medalla de plata  | 200 m espalda    |
| Campeonato Europeo |                    |                   |                  |
| Año                | Lugar              | Medalla           | Prueba           |
| 2021               | Budapest (Hungría) | Medalla de bronce | 200 m espalda    |
| 2024               | Belgrado (Serbia)  | Medalla de bronce | 200 m espalda    |